# Rafael Murguía
Rafael Murguía González (ur. 16 lutego 1986 w Guadalajarze) – meksykański piłkarz występujący na pozycji napastnika, obecnie zawodnik Atlético San Luis.

## Kariera klubowa
Murguía pochodzi z miasta Guadalajara i jest wychowankiem akademii juniorskiej tamtejszego zespołu Club Atlas. Jeszcze zanim został włączony do seniorskiej drużyny, udał się na wypożyczenie do Coyotes de Sonora, drugoligowej filii swojej ekipy, gdzie spędził rok jako rezerwowy. Po powrocie do Atlasu zadebiutował w meksykańskiej Primera División jako dwudziestolatek za kadencji argentyńskiego szkoleniowca Rubéna Omara Romano, 14 października 2006 w przegranym 1:2 spotkaniu z Cruz Azul. Premierowego gola w najwyższej klasie rozgrywkowej strzelił natomiast już tydzień później, 21 października w wygranej 2:1, konfrontacji z Morelią. Nie potrafił sobie jednak wywalczyć miejsca w wyjściowym składzie drużyny i pełnił w niej wyłącznie funkcję głębokiego rezerwowego, nie odnosząc żadnych sukcesów. W styczniu 2008 został wypożyczony na sześć miesięcy do drugoligowych rezerw Atlasu, Académicos de Guadalajara.
Latem 2008 Murguía podpisał umowę z drugoligowym klubem Petroleros de Salamanca, gdzie występował przez pół roku, po czym odszedł do innej ekipy z zaplecza najwyższej klasy rozgrywkowej, Dorados de Sinaloa z siedzibą w mieście Culiacán, lecz nie zdołał zanotować żadnych osiągnięć. W połowie 2009 roku został zawodnikiem drużyny CF La Piedad, gdzie od razu został kluczowym zawodnikiem ekipy i jej barwy reprezentował przez następne dwa lata, będąc czołowym strzelcem zespołu. W lipcu 2011 został wypożyczony do drużyny Correcaminos UAT z miasta Ciudad Victoria, z którą w jesiennym sezonie Apertura 2011 wygrał rozgrywki drugiej ligi meksykańskiej, co wobec porażki w decydującym dwumeczu z Leónem nie zaowocowało jednak awansem do pierwszej ligi. On sam w Correcaminos pozostawał przeważnie rezerwowym i ani razu nie wpisał się na listę strzelców. W sezonie Apertura 2012, już po powrocie do La Piedad, po raz kolejny zwyciężył w Ascenso MX, wydatnie pomagając swojemu zespołowi w awansie do pierwszej ligi na koniec rozgrywek 2012/2013.
Bezpośrednio po awansie Murguía przeniósł się do klubu Tiburones Rojos de Veracruz, który nabył licencję jego dotychczasowego zespołu. Tam występował przez sześć miesięcy, wyłącznie w roli rezerwowego, zaś w styczniu 2014 powrócił do drugiej ligi, podpisując umowę z Atlético San Luis.
| Sezon     | Klub                        | Kraj   | Rozgrywki  | Mecze | Bramki |
| --------- | --------------------------- | ------ | ---------- | ----- | ------ |
| 2005/2006 | Coyotes de Sonora           | Meksyk | Ascenso MX | 8     | 1      |
| 2006/2007 | Club Atlas                  | Meksyk | Liga MX    | 16    | 3      |
| 2007/2008 | Club Atlas                  | Meksyk | Liga MX    | 1     | 0      |
| 2007/2008 | Académicos de Guadalajara   | Meksyk | Ascenso MX | 8     | 2      |
| 2008/2009 | Petroleros de Salamanca     | Meksyk | Ascenso MX | 15    | 1      |
| 2008/2009 | Dorados de Sinaloa          | Meksyk | Ascenso MX | 7     | 1      |
| 2009/2010 | CF La Piedad                | Meksyk | Ascenso MX | 31    | 10     |
| 2010/2011 | CF La Piedad                | Meksyk | Ascenso MX | 25    | 9      |
| 2011/2012 | Correcaminos UAT            | Meksyk | Ascenso MX | 21    | 0      |
| 2012/2013 | CF La Piedad                | Meksyk | Ascenso MX | 31    | 8      |
| 2013/2014 | Tiburones Rojos de Veracruz | Meksyk | Liga MX    | 4     | 0      |
| 2013/2014 | Atlético San Luis           | Meksyk | Ascenso MX |       |        |

## Kariera reprezentacyjna
W 2003 roku Murguía został powołany przez argentyńskiego trenera Humberto Grondonę do reprezentacji Meksyku U-17 na Młodzieżowe Mistrzostwa Ameryki Północnej. Tam pełnił rolę kluczowego zawodnika swojej drużyny, rozgrywając wszystkie pięć spotkań i strzelając w nich pięć goli; na listę strzelców wpisywał się wówczas w konfrontacji z Kostaryką (1:4), dwukrotnie z Kubą (3:0), a także z Kanadą (2:0) i Jamajką (5:0). Dzięki temu został królem strzelców tych rozgrywek, a jego kadra zdołała się zakwalifikować na Mistrzostwa Świata U-17 w Finlandii. Na młodzieżowym mundialu również miał niepodważalne miejsce w pierwszym składzie i wystąpił we wszystkich czterech meczach od pierwszej minuty, zdobywając bramkę w meczu fazy grupowej z Chinami (3:3). Meksykanie odpadli ostatecznie ze światowego czempionatu w ćwierćfinale.